# Renmark Airport
Renmark Airport är en flygplats i Australien. Den ligger i kommunen Renmark Paringa och delstaten South Australia, omkring 210 kilometer nordost om delstatshuvudstaden Adelaide. Renmark Airport ligger 37 meter över havet.
Runt Renmark Airport är det mycket glesbefolkat, med 2 invånare per kvadratkilometer.. Närmaste större samhälle är Berri, omkring 12 kilometer sydväst om Renmark Airport. 
Omgivningarna runt Renmark Airport är i huvudsak ett öppet busklandskap. Genomsnittlig årsnederbörd är 299 millimeter. Den regnigaste månaden är februari, med i genomsnitt 67 mm nederbörd, och den torraste är oktober, med 7 mm nederbörd.